# مهرجان إقليم باركر للخوخ
مهرجان إقليم باركر للخوخ هو مهرجان سنوى يقام في الأحد الثانى من شهر يوليو في مدينة ويزر فور بولاية تكساس.
ويشمل المهرجان استضافة بائعي الفنون المحلية واليدوية بالإضافة إلى الاحتفال بمحصول الخوخ من قبل المزارعيين المحليين، ويجذب المهرجان الآلاف من الحاضريين.
وخلال المهرجان يقوم البائعين بعمل أكشاك لعرض البضائع في الأماكن العامة في المدينة ويصل عددهم إلى أكثر من 200 ما بين أكل وفنون شعبية وأنشطة متنوعة. كما يقام رالي للدراجات ويسمى رالى خوخ الدراجات ويتم توزيع الخوخ في استراحات السباق. كما يوجد 3 مراحل منفصلة للترفيه منها مرحلة خاصة بالأطفال.